# Madacantha nossibeana
Madacantha nossibeana (Strand, 1916) è un ragno appartenente alla famiglia Araneidae.
È l'unica specie nota del genere Madacantha.

## Etimologia
Il nome deriva, per la prima parte, dalla nazione del Madagascar (Mad-), dove è stata rinvenuta l'unica specie nota e, per la seconda parte, dal greco ἃκανθα, àcantha, cioè spina, pungiglione, per la presenza di una spina sull'opistosoma.

## Distribuzione
La specie è stata rinvenuta in Madagascar.

## Tassonomia
Per la determinazione delle caratteristiche di questo genere sono stati presi in considerazione gli esemplari di Gasteracantha nossibeana Strand, 1916 in un lavoro dell'aracnologo Emerit del 1970.
Dal 1974 non sono stati esaminati altri esemplari, né sono state descritte sottospecie al 2014.